# Rudolf Kluge
Ferdinand Rudolf Kluge (* 31. Mai 1889 in Dresden; † um 10. Mai 1945 in Karlsbad) war ein deutscher Jurist und Politiker (NSDAP).

## Leben und Wirken
Er war der Sohn des Betriebssekretärs Julius Eduard Kluge und trat zum 1. April 1928 der NSDAP bei (Mitgliedsnummer 84.346). Er war als Rechtsanwalt in Dresden tätig. Am 13. November 1932 wurde er als Spitzenkandidat der NSDAP zum Stadtverordneten in Dresden gewählt. Er promovierte 1933 an der Universität Leipzig mit der Dissertation Die Organisation der gewerblichen Berufsgenossenschaften zum Dr. iur. Ab Mai 1933 war er Landesleiter des Bundes nationalsozialistischer Deutscher Juristen für Sachsen und Thüringen. In diesen Funktionen kandidierte Kluge auf dem Wahlvorschlag der NSDAP auf dem Listenplatz mit der Nummer 460 bei der Wahl zum Deutschen Reichstag am 29. März 1936, zog aber nicht in den nationalsozialistischen Reichstag ein. Er wohnte damals in Dresden-Altstadt, Herderstraße 1.
Am 26. März 1934 wurde er zum Zweiten Bürgermeister von Dresden ernannt und gemeinsam mit dem neuen ehrenamtlichen Stadtrat Sigfrid Mangler feierlich in das Amt eingeführt.
Von 1937 bis 1940 nahm er als Erster Stellvertreter das Amt des Oberbürgermeisters der Stadt Dresden kommissarisch wahr, bevor Hans Nieland neuer Oberbürgermeister wurde. Nachdem Nieland nach den Luftangriffen auf Dresden am 19. Februar 1945 beurlaubt wurde, trat Kluge wieder an die Spitze der Stadtverwaltung. Er organisierte Hilfsmaßnahmen, aber auch den Bau von Stellungen und Panzersperren in der Stadt. Am 7. Mai 1945 stellte er alle städtischen Bediensteten von ihrem Dienst frei und verließ Dresden. In Karlsbad begingen er und seine Frau am 10. Mai 1945 Selbstmord.

## Schriften
- Rudolf Kluge, Heinrich Krüger: Verfassung und Verwaltung im Dritten Reich (Reichsbürgerkunde). Verlag für Sozialpolitik, Wirtschaft und Statistik, Berlin 1937. Wurde unter dem Titel Verfassung und Verwaltung im Großdeutschen Reich (Reichsbürgerkunde) 1939 und 1941 je neu bearbeitet aufgelegt und nach Kriegsende in der Sowjetischen Besatzungszone auf die Liste der auszusondernden Literatur gesetzt.[4]